# ST&RS -スターズ-
『ST&RS -スターズ-』は、原作：竹内良輔、漫画：ミヨカワ将による日本の漫画。『週刊少年ジャンプ』（集英社）において、2011年30号から2012年20号まで連載された。
宇宙好きの少年白舟真帆とその幼馴染星原めぐる、転校生の宙地渡の3人が、2035年7月7日に火星にて宇宙人に会うという夢を叶える為、宇宙飛行士を目指し奮闘する物語。話数カウントは「第○歩（だい○ぽ）」。

## あらすじ
UTC（協定世界時）2019年8月10日午前3時2分40秒、及び同日午前6時35分27秒、宇宙人からの信号を天文学者ドレイク・コリンズとその孫フィフィー・コリンズが発見。その後世界中の観測者・研究機関に検証され、疑いようのないものと判明。
2019年9月1日、足が悪く参加できなかった発見者ドレイク・コリンズに代わって孫のフィフィー・コリンズが国際放送にて解読された宇宙人からのメッセージを発表。その内容は「2035年7月7日 私たちと火星で会いましょう」というものだった。
一方、人類に第一のメッセージが届いた時と同時刻、日本時間2019年8月10日午後0時02分40秒、1歳3カ月の乳児であった白舟真帆の初めての言葉が「かせい」だった。
時は経ち2033年12月。白舟は宇宙学校への入学を志し、幼馴染の星原めぐる、新たな友人となった宙地渡と共に厳しい入学試験を潜り抜け合格。2035年7月7日に火星で宇宙人に会う為、仲間たちと共に宇宙飛行士への道を歩み始める。

## 登場人物

### 主要人物
白舟 真帆（しらふね まほ）
本作の主人公。15歳。白舟梶男と白舟海香の息子。
自他共に認める宇宙オタクで、2035年に火星で宇宙人に会う事を夢見ている。
目を閉じて太陽系を想像すると頭の中に宇宙が広がり位置・回転・距離感等が把握できる。宇宙学校の入学説明会にて投影されたプラネタリウムの微妙な間違いを見つけたり、投てき範囲内であれば投げたものを必ず命中させる事が出来る（作中ではペットボトルを遠くから専用のごみ箱の穴に通してみせた）、試験中目隠しをされた状態で触った感覚や周囲からの指示・記憶だけで周囲の物体の場所や形を特定できるなどずば抜けた空間把握能力を持つ。赤色の光「地図」の力を受け取った子供。
宇宙からの第一のメッセージが届いた同時刻に（このメッセージはドレイク・コリンズらには上手く受信できず、世界に公開されていなかった）乳児であった真帆が初めて発した言葉が「かせい」であったという一致から、2035年、火星に行く為必要とされる「銀河の力を持つ子供」ではないかと推測されていた。
尚、論理的に説明する事はかなり苦手としている。
宙地 渡（あまち わたる）
東京から引っ越してきた転校生。15歳。
医者である父親の跡を継ぐことを考えていたが、決まったレールを進む決心もできず過ごしていた。
父親の知り合いである宇宙飛行士サンジェイ・リードマンから宇宙の話を聞き「宇宙飛行士になりたい」という気持ちが芽生える。毎朝ST&RSの日報を携帯で確認していたり、放課後の掃除の時間は金星を探していたりと宇宙への興味が強いことを真帆に気付かれ、共に宇宙学校への入学を志すことになる。
入学試験も、父親には予備校の冬季合宿と嘘をついて試験を受けていた。

入学試験では深海に続き総合2位であり、頭脳・体力共にかなり能力は高い。
白舟と御闇に続く「3つ目の光」を探していた時、世界中から集まった人の想いを引き金に、眠っていた山吹色の光「記憶」の力が覚醒した。
番外編では試験前に3000kcalの宇宙食を「腹ごしらえ」と称し摂取しているなど変わった一面も見せた。
星原 めぐる（ほしはら めぐる）
真帆の幼馴染。15歳。
真帆の母親に頼まれてという名目で真帆の世話を焼く。しかし本心では真帆に好意を持ち、同じ高校に行きたいと勉強をするよう促しているが、全く聞く耳を持たれず悶々としている。宇宙にはあまり関心が無いようだが、フィフィーに会い興奮し、激励を受けたことで乗り気になるなどミーハーな部分がある。バレー部に所属しているためか、身体能力は高め。
御闇 いづみ（みくら いづみ）
宇宙学校の生徒。15歳。
宇宙から来たメッセージを解読している少女で、元々はST&RS東播磨研究所で従事していたが、特別推薦枠で宇宙学校に入学した。大人しく引っ込み思案な性格。
かつては普通の学生と同じように通学していたが、宇宙から受け取ったメッセージについて友人に話したところ信じてもらえず、いじめを受け不登校になった過去を持つ。その後自らST&RSへコンタクトを取ったことをきっかけに長藤に誘われ、研究所でメッセージを解読するようになった。
研究所外の人間と関わることを得意とせず、推薦に関しても「呼ばれただけ」とかなり戸惑っている様子だったが、真帆らと知り合い徐々に心を開いて行く。
様々な言語の解読や意思疎通が可能な、青色の光「音」の力を受け取った。

### 宇宙学校入学候補者
深海・Fitzgerald・嵐（ふかみ・フィッツジェラルド・あらし）
宇宙学校の入学候補者。15歳。
宇宙飛行士を両親に持つ、ハーフの少年。「持ち物には全て必ず名前を書く」「信用はするが確認する」など、宇宙において必要となるルールを普段から徹底して実践する熱血漢。チームメイトのマルカ曰く「変人」。入学試験では筆記・体力テスト共にパーフェクトでトップの成績を修め、リーダーとしてマルカとユリアを牽引し、抜群の統率能力、判断力を発揮した。
入学試験で真帆らと出会い、常識にとらわれない彼の考えに興味を示す。
マルカ・ニコラエヴナ・マイゼール
宇宙学校の入学候補者。15歳。
ロシア人の少女。日本語は流暢だが、「ペラペラ」を「ペロペロ」と言うなどやや怪しい部分もある。宇洲原に惚れており、部屋中に彼のポスターを貼ったり、彼に気持ちを打ち明けた際「宇宙飛行士になれたら相手してやる」と言われ「それ以来彼にロメロメなの！」といった発言からもかなりの傾倒ぶりが見られる。宇洲原の出身校であるという理由で日本校から参加を決めた。
ユリア・イヴァノヴナ・マイゼール
宇宙学校の入学候補者。15歳。
マルカのいとこ。ボーイッシュな外見をした少女。常に冷静沈着、マルカのストッパー役でもある。特技は器械体操。
ロングウォーク試験の際、宙地の「人を助けたい」という真っ直ぐな気持ちに感動し惚れ込む。ほれたわ！と直接その場で伝えたり、自分から連絡先を渡すなどアプローチは積極的。
土神 颯太（つちがみ そうた）
宇宙学校の入学候補者。15歳。
南阿波島という小さな島出身の少年で、故郷の地にST&RSのロケット打ち上げ場が出来ることを受け、島民の「宇宙飛行士を輩出したい」という願いを受けて試験に参加した。気が弱く謙虚だが努力家で、毎日夜遅くまで食堂に残り勉強している。入学試験の班では肩身が狭く、試験中に班員に見捨てられ、白舟達と合流するが、一位にならなければ、勝たなければとの想いから、白舟達を裏切り自分だけ合格しようと一人離脱。しかし道中、湖底での活動が長引いてしまったことと酸素ボンベの仕掛けにより命の危機に瀕し、再度白舟達に助けられ、今度は自分が仲間を助けると決意した。
葉井谷（はいたに）、玖賀（くが）
土神の班に属するメンバー。土神の事を馬鹿にしており、度の過ぎた冗談で宙地の怒りを買った。その反面、土神を完全に見捨ててはおらず、「先に行って待っている」と話した。

### 宇宙学校職員
フィフィー・コリンズ
宇宙学校校長。24歳。
メッセージ受信当時10歳にも関わらず大学を飛び級で修了、何度も超新星を見つける天才少女であり、天文学者で祖父のドレイク・コリンズと共に宇宙人からのメッセージを受信した張本人。2019年9月1日の発表では、足の悪い祖父に代わって登壇しメッセージを読み上げていた。
気丈な性格の女性だが、毎年のおせちをデータに記録しているほどの日本食通に加え大食いであったり、宇宙船のインテリアに興奮し一人はしゃぎ回るなど、可愛らしい一面も見せる。
入学説明会の仕掛けにただ一人気づいた真帆の空間把握能力、メッセージの時間と初めて発した「かせい」という言葉の一致に興味をもつ。
宇州原 慶一郎（うすばる けいいちろう）
宇宙飛行士。37歳。
2022年、日本人で初めて月に立った宇宙飛行士。宇宙学校の卒業生。
マイルス・ロドリゲス
宇宙飛行士。
黒人の宇宙飛行士。宇宙学校入学試験の監督として参加するが、試験中に事故に巻き込まれ負傷する。
セシル・マイヤーズ
宇宙飛行士。
白人の宇宙飛行士。マイルス同様入学試験の監督として参加するが、試験中に事故に巻き込まれる。

## 用語
ST&RS（スターズ）
「Space agency for Transcendent and Revolutionary technology of Spaceman」（宇宙人の超越的で革命的な技術のための宇宙機関）の略。国際連合宇宙局が、2019年9月1日にニューヨーク国際連合前での発表の一ヶ月後、来たる2035年7月7日に向けて名称を変更したもの。
ロケット開発には天文学的な予算・人材が投入され、2022年には実に50年ぶりに人類が月に立つことに成功。月や地球を周回する宇宙ステーションを建設し、世界中に宇宙飛行士養成学校を設立した。
宇宙学校（うちゅうがっこう）
世界中にあり、フィフィー・コリンズが校長を務める。2030年と2033年に生徒募集を行っている。2033年度は下限年齢が15歳に引き下げられた。
入学試験は2週間行われ、合格者はフィフィー曰く1%未満。しかし、合格すれば全員宇宙飛行士として迎える予定。
宇宙からのメッセージ
UTC（協定世界時）2019年8月10日午前3時02分40秒と同日午前6時35分27秒にメッセージが届いたが、第一のメッセージは受信状況の悪さで、2033年にようやく断片が解読された程度。混乱を防ぐため、ニューヨーク国際連合前での発表は行わなかった。そのメッセージの断片の中には2033年の宇宙学校の候補生の中に必要とされる子供がいると解読されている。
第二のメッセージは、フィフィーにより発表された「2035年7月7日　私たちと火星で会いましょう」というものが主な内容となる。

## 書誌情報
- 竹内良輔（原作）、ミヨカワ将（漫画） 『ST&RS -スターズ-』 集英社〈ジャンプ・コミックス〉、全5巻
  1. 「メッセージ」2011年11月9日第1刷発行（11月4日発売[集 1]）、ISBN 978-4-08-870342-8
  2. 「子供達」2012年1月9日第1刷発行（1月4日発売[集 2]）、ISBN 978-4-08-870361-9
  3. 「覚醒」2012年3月7日第1刷発行（3月2日発売[集 3]）、ISBN 978-4-08-870390-9
  4. 「ファーストコンタクト」2012年5月2日発売[集 4]、ISBN 978-4-08-870433-3
  5. 「新たな一歩」2012年6月4日発売[集 5]、ISBN 978-4-08-870456-2